# 滇贵冬青
滇贵冬青（学名：Ilex dianguiensis）为冬青科冬青属的植物，为中国的特有植物。分布于中国大陆的贵州、云南等地，生长于海拔1,480米至3,000米的地区，一般生于山地林中和灌丛中，目前尚未由人工引种栽培。